# Герб Далматова
Герб города Далматово Курганской области является официальным символом города Далматово.

## Герб 1783 года

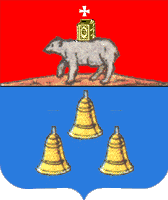
Герб Долматова утверждён

Герб Долматова (прежнее название города) утверждён  17 (28) июля 1783 вместе с другими гербами городов Пермского наместничества.

### Описание
В верхней части щита герб Пермский. В нижней — в голубом поле три золотые колокола, поставленные пирамидою, с надписью на них: 7152 года, означающия, что сие место славно было по построенному в оном году Долматовскому Успенскому Монастырю.
Описание герба города Перми: «В червленом поле серебряный идущий медведь, несущий на спине золотое Евангелие и сопровождаемый во главе щита серебряным уширенным крестом».

## Проект герба 1862 года
В 1862 году барон Бернгард (Борис) Васильевич Кёне разработал проект герба Долматова, выполненный по правилам 1857 года. Проект герба утверждён не был.

### Описание
В лазоревом щите 3 золотых колокола: 1 и 2. В вольной части герб Пермской губернии. Щит увенчан червлёной стенчатой короной и положен на два золотых положенных накрест молота, соединённых Александровской лентой.

## Герб 1980 года

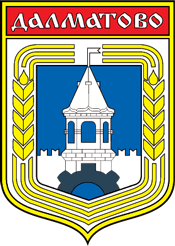
Герб Далматово утверждён 29 мая 1980 года

Советский герб города Далматово разработал Иван Алексеевич Яковлев, Этот герб утвержден постановлением исполнительного комитета Далматовского городского Совета народных депутатов от 29 мая 1980 года № 54.

### Описание
В центре композиции городская стена с башней и воротами в форме шестерни. Вокруг — хлебные колосья. В верхней части щита — название города.
- Башня древнего кремля означает богатую историю города.
- Шестерня подчёркивает развитие промышленности.
- Золотые колосья — символ хлеборобского края.

## Герб 2004 года

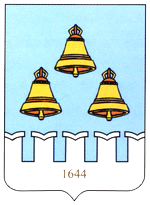
Герб Далматово утверждён в 2004 году

К 360-летию города создан новый герб. На нём изображены фрагмент стены Далматовского монастыря и три колокола на голубом фоне.
Художественное воспроизведение идеи герба выполнено местным художником А.А. Ослоповских.

## Герб 2006 года
В 2006 году по рекомендации Геральдического совета при Президенте Российской Федерации Далматовской городской Думой принято решение о восстановлении в использовании в качестве основного символа муниципального образования город Далматово исторического герба — три золотых колокола в лазоревом поле.
Официальные символы – герб и флаг внесены в Государственный геральдический регистр Российской Федерации за № 2816 и № 2817 22 февраля 2007 года.